# Benslimane (província)
Benslimane é uma província de Marrocos que faz parte da região de Casablanca-Settat. Tem uma área de 2.760 km² e uma população de 233.123 habitantes (em 2014). A sua capital é a cidade de Benslimane.

## História
A província de Benslimane foi criada em 1977 pelo desmembramento da província de Settat. Até a reforma administrativa de 2015 pertenceu a região da Chaouia-Ouardigha.

## Paisagem geográfica
O terreno em Benslimane é plano a noroeste e montanhoso a sudeste.[carece de fontes?]

## Clima
O clima mediterrâneo prevalece na área. A temperatura média anual na área é de 22 ° C. O mês mais quente é agosto, quando a temperatura média é de 32°C, e o mais frio é janeiro, com 12°C. A precipitação média anual é de 452 milímetros. O mês mais chuvoso é novembro, com média de 114 mm de precipitação, e o mais seco é julho, com 1 mm de precipitação.

## Localidades
- Benslimane